# Алфидии
Алфидиите или Ауфидиите (на латински: Alfidii, Aufidii) са фамилия от плебейския gens Aufidia или Alfidia в Древен Рим. Мъжете от фамилията носят името Алфидий или Ауфидий (Alfidius, Aufidius).
- Гней Алфидий Орест, консул 71 пр.н.е.
- Марк Алфидий Луркон, магистрат и дядо по майчина линия на Ливия Друзила
- Алфидия, майка на римската имрератрица Ливия Друзила
- Ауфидий Бас, историк 1 век.
- Публий Ювентий Целс (юрист) 2 век.
- Гай Ауфидий Викторин (консул 183 г.)
- Марк Ауфидий Фронтон, консул 199 г.
- Гай Ауфидий Викторин (консул 200 г.), консул 200 г.
- Гай Ауфидий Марцел, консул 226 г.
- Офидий Коресний Марцел – управител на Тракия 245 – 249 г.